# Pyrophosphate de thiamine
Le Pyrophosphate de thiamine ou (en) thiamine pyrophosphate (TPP) ou diphosphate de thiamine ou (en) thiamine diphosphate (ThDP), est un dérivé de la vitamine B1, ou thiamine, qui se forme sous l'action d'une enzyme, la thiamine diphosphokinase. C'est un cofacteur présent chez tous les êtres vivants pour y catalyser plusieurs réactions biochimiques.
La biosynthèse du TPP se déroule dans le cytosol. Dans ce dernier, le pyrophosphate de thiamine est nécessaire à l'activité de la transcétolase et, dans les mitochondries, à l'activité de la pyruvate déshydrogénase, de l'α-cétoglutarate déshydrogénase et de la 3-méthyl-2-oxobutanoate déshydrogénase. Le transport mitochondrial du TPP et du monophosphate de thiamine (ThMP) est réalisé par des protéines spécifiques telles que le transporteur de TPP de la levure Tpc1p, le transporteur de TPP humain Tpc et celui de Drosophila melanogaster.
Le TPP a été découvert chez l'homme à travers le béribéri, maladie du système nerveux périphérique résultant d'une carence nutritionnelle en vitamine B1. Il intervient comme groupe prosthétique de nombreuses enzymes, telles que :
- la pyruvate déshydrogénase, enzyme E1 du complexe pyruvate déshydrogénase ;
- la pyruvate décarboxylase, enzyme de la fermentation alcoolique ;
- l'α-cétoglutarate déshydrogénase, enzyme E1 du complexe α-cétoglutarate déshydrogénase ;
- la 3-méthyl-2-oxobutanoate déshydrogénase, enzyme E1 du complexe 3-méthyl-2-oxobutanoate déshydrogénase ;
- la 2-hydroxyphytanoyl-CoA lyase ;
- la transcétolase, enzyme de la voie des pentoses phosphates.

Le pyrophosphate de thiamine est l'effecteur de la biosynthèse de la thiamine chez un certain nombre d'organismes pour lesquels ce n'est pas une vitamine, comme les bactéries et les plantes. L'expression des gènes correspondants est réprimée lorsque la concentration de pyrophosphate de thiamine est suffisante. Ce contrôle passe par une régulation de la traduction des ARN messagers, qui implique un riboswitch.

## Chimie
Le pyrophosphate de thiamine est constitué d'un cycle pyrimidine lié à un cycle thiazole lié à son tour à un groupe diphosphate. Le thiazole, hétérocycle contenant à la fois un atome d'azote et un atome de soufre, est la partie de la molécule qui est la plus impliquée dans les réactions biochimiques. L'atome de carbone C2 de ce cycle est capable d'agir comme un acide en cédant un proton pour former un carbanion. Les réactions qui donnent des carbanions sont généralement très défavorables d'un point de vue thermodynamique, mais la charge électrique positive de l'atome d'azote tétravalent adjacent au carbanion a pour effet de stabiliser la charge électrique négative de ce dernier en donnant un ylure,.

Ylure du TPP.

## Mode d'action
Voir l'article vitamine B1 avec les commentaires du paragraphe Chimie.